# Составы Политбюро ЦК ВКП(б)
Коммунистическая партия Советского Союза — правящая партия в Союзе Советских Социалистических Республик, основной идеологией которой являлся марксизм-ленинизм, с начала 1920-х годов до марта 1990 года действовавшая в условиях однопартийной системы, что в отдельные периоды было закреплено конституционно. Исторически была основана в 1898 году как Российская социал-демократическая рабочая партия (аббрев. РСДРП), с весны 1917 года использовалось отсутствующее в партийных документах название большевистской фракции Российская социал-демократическая рабочая партия (большевиков) (аббрев. РСДРП(б)), с марта 1918 года — Российская коммунистическая партия (большевиков) (аббрев. РКП(б)), с декабря 1925 года — Всесоюзная коммунистическая партия (большевиков) (аббрев. ВКП(б)), с октября 1952 года — Коммунистическая партия Советского Союза (аббрев. КПСС). Руководящим партийным органом являлся съезд или партийная конференция, образующие для работы между ними Центральный комитет партии (ЦК). Однако в связи с относительной редкостью (в последний период — не реже одного раза в полгода) проведения Пленумов ЦК как пленарных заседаний членов и кандидатов в члены ЦК для целей принятия решений по текущим вопросам им образовывались коллегиальные руководящие органы: в период ВКП(б) такими являлись Секретариат, Организационное бюро, а также Политическое бюро, члены и кандидаты в члены которого включены в настоящий список, организованный как перечень составов этого органа, формировавшихся избранными на съездах и конференциях составами Центрального комитета.

## Политическое бюро ЦК ВКП(б) (1926)
Политическое бюро Центрального комитета ВКП(б), избранное 1 января 1926 года Пленумом Центрального комитета ВКП(б), избранного на состоявшемся в Москве с 18 по 31 декабря 1925 года XIV съезде РКП(б).
| Портрет                              | Имя (годы жизни) | Полномочия | Полномочия | Другие должности | Пр.                  |
| Портрет                              | Имя (годы жизни) | Начало | Окончание | Другие должности | Пр.                  |
| ------------------------------------ | --- | --- | --- | --- | -------------------- |
|                                      | Николай Иванович Бухарин (1888—1938)                                                                                | 1 января 1926 | 19 декабря 1927 | • главный редактор газеты «Правда» • член Президиума Исполнительного комитета Коммунистического интернационала • секретарь Исполнительного комитета Коммунистического интернационала — с 20 декабря 1926 | [ 5 ] [ 6 ] [ 7 ]    |
|                                      | Климент Ефремович Ворошилов (1881—1969)                                                                             | 1 января 1926 | 19 декабря 1927 | • Народный комиссар по военным и морским делам СССР • Председатель Революционного военного совета СССР | [ 8 ] [ 9 ] [ 10 ]   |
|                                      | Григорий Евсеевич Зиновьев (1883—1936) урожд. Овсей-Гершон Аронович Радомысльский                                   | 1 января 1926 | 23 июля 1926 | • Председатель Исполнительного комитета Коммунистического интернационала • Председатель губернского Исполнительного комитета Ленинградского совета рабочих, крестьянских и красноармейских депутатов — до 26 марта 1926 | [ 11 ] [ 12 ] [ 13 ] |
|                                      | Михаил Иванович Калинин (1875—1946)                                                                                 | 1 января 1926 | 19 декабря 1927 | • Председатель Всероссийского центрального исполнительного комитета • Председатель от РСФСР Центрального исполнительного комитета СССР | [ 14 ] [ 15 ] [ 16 ] |
|                                      | Вячеслав Михайлович Молотов (1890—1986) урожд. Вячеслав Михайлович Скрябин                                          | 1 января 1926 | 19 декабря 1927 | • секретарь Центрального комитета РКП(б) • член Организационного бюро Центрального комитета РКП(б) • кандидат в члены Президиума Исполнительного комитета Коммунистического интернационала — с декабря 1926 • кандидат в члены Секретариата Исполнительного комитета Коммунистического интернационала — с декабря 1926 | [ 17 ] [ 18 ] [ 19 ] |
|                                      | Ян Эрнестович Рудзутак (1887—1938) латыш. Jānis Rudzutaks                                                           | 23 июля 1926 | 19 декабря 1927 | • Народный комиссар путей сообщения СССР — до 11 июня 1930 • заместитель Председателя Совета народных комиссаров СССР • заместитель Председателя Совета труда и обороны СССР | [ 20 ] [ 21 ] [ 22 ] |
|                                      | Алексей Иванович Рыков (1881—1938)                                                                                  | 1 января 1926 | 19 декабря 1927 | • Председатель Совета народных комиссаров СССР • Председатель Совета народных комиссаров РСФСР • кандидат в члены Президиума Исполнительного комитета Коммунистического интернационала — до февраля 1926 • член Исполнительного комитета Коммунистического интернационала • Председатель Совета труда и обороны СССР — с 16 января 1926 | [ 23 ] [ 24 ] [ 25 ] |
|                                      | Иосиф Виссарионович Сталин (1878—1953) урожд. Иосиф Виссарионович Джугашвили груз. იოსებ ბესარიონის ძე ჯუღაშვილი    | 1 января 1926 | 19 декабря 1927 | • Генеральный секретарь Центрального комитета ВКП(б) • член Организационного бюро Центрального комитета ВКП(б) • член Президиума Исполнительного комитета Коммунистического интернационала | [ 26 ] [ 27 ] [ 28 ] |
|                                      | Михаил Павлович Томский (1880—1936) урожд. Михаил Павлович Ефремов                                                  | 1 января 1926 | 19 декабря 1927 | • член Совета труда и обороны СССР • Председатель Всесоюзного центрального совета профессиональных союзов | [ 29 ] [ 30 ] [ 31 ] |
|                                      | Лев Давидович Троцкий (1879—1940) урожд. Лев Давидович Бронштейн                                                    | 1 января 1926 | 23 октября 1926 | • Председатель Главного концессионного комитета при Совете Народных Комиссаров СССР • член Президиума Высшего совета народного хозяйства СССР — до августа 1926 | [ 32 ] [ 33 ] [ 34 ] |
| кандидаты в члены Политического бюро | | | | |                      |
|                                      | Андрей Андреевич Андреев (1895—1971)                                                                                | 23 июля 1926 | 19 декабря 1927 | • член Организационного бюро Центрального комитета ВКП(б) • Председатель ЦК Союза железнодорожников — до 1927 | [ 35 ] [ 36 ] [ 37 ] |
|                                      | Феликс Эдмундович Дзержинский (1877—1926) пол. Feliks Dzierżyński                                                   | 1 января 1926 | 20 июля 1926 | • Председатель Объединённого государственного политического управления при Совете Народных Комиссаров СССР • Председатель Высшего совета народного хозяйства СССР | [ 38 ] [ 39 ] [ 40 ] |
|                                      | Лазарь Моисеевич Каганович (1893—1991)                                                                              | 23 июля 1926 | 19 декабря 1927 | • Генеральный секретарь Центрального комитета КП(б) Украины • член Политического бюро Центрального комитета КП(б) Украины • член Организационного бюро Центрального комитета КП(б) Украины | [ 41 ] [ 42 ] [ 43 ] |
|                                      | Лев Борисович Каменев (1883—1936) урожд. Лев Борисович Розенфельд                                                   | 1 января 1926 | 23 октября 1926 | • Председатель Президиума губернского Исполнительного комитета Московского совета рабочих и красноармейских депутатов — до 7 мая 1926 • заместитель Председателя Совета народных комиссаров СССР — до 16 января 1926 • Председатель Совета труда и обороны СССР — до 16 января 1926 • кандидат в члены Президиума Исполнительного комитета Коммунистического интернационала — до февраля 1926 • Народный комиссар внутренней и внешней торговли СССР — с 16 января по 14 августа 1926 | [ 44 ] [ 45 ] [ 46 ] |
|                                      | Сергей Миронович Киров (1886—1934) урожд. Сергей Миронович Костриков                                                | 23 июля 1926 | 19 декабря 1927 | • Ответственный секретарь Ленинградского губернского комитета ВКП(б) — до 20 октября 1927 • 1-й секретарь Северо-Западного бюро ЦК ВКП(б) — до ноября 1927 • 1-й секретарь Ленинградского областного комитета ВКП(б) — с 27 ноября 1927 | [ 47 ] [ 48 ] [ 49 ] |
|                                      | Анастас Ованесович Микоян (1895—1978) арм. Անաստաս Հովհաննեսի Միկոյան                                               | • 1-й секретарь Северо-Кавказского краевого комитета ВКП(б) — до сентября 1926 • Народный комиссар внутренней и внешней торговли СССР — с 14 августа 1926 | 19 декабря 1927 | [ 50 ] [ 51 ] [ 52 ] |                      |
|                                      | Григол Константинович Орджоникидзе (1886—1937) груз. გრიგოლ კონსტანტინეს ძე ორჯონიკიძე изв. как Серго (груз. სერგო) | 3 ноября 1926 | • 1-й секретарь Закавказского краевого комитета ВКП(б) • член Революционного военного совета СССР • член Революционного военного совета Кавказской Краснознамённой армии • Уполномоченный Народного комиссариата по военным и морским делам СССР и Революционного военного совета СССР при Совете народных комиссаров Закавказской СФСР • 1-й секретарь Северо-Кавказского краевого комитета ВКП(б) — с сентября по ноябрь 1926 | [ 53 ] [ 54 ] [ 55 ] |                      |
|                                      | Григорий Иванович Петровский (1878—1958) укр. Григорій Іванович Петровський                                         | 1 января 1926 | 19 декабря 1927 | • Председатель Всеукраинского центрального исполнительного комитета • Председатель от Украинской ССР Центрального исполнительного комитета СССР • член Политического бюро Центрального комитета КП(б) Украины • Председатель Всеукраинского центрального комитета незаможных селян | [ 56 ] [ 57 ] [ 58 ] |
|                                      | Ян Эрнестович Рудзутак (1887—1938) латыш. Jānis Rudzutaks                                                           | 1 января 1926 | 23 июля 1926 | • Народный комиссар путей сообщения СССР • заместитель Председателя Совета народных комиссаров СССР — с 16 января 1926 • заместитель Председателя Совета труда и обороны СССР — до 16 января 1926 | [ 20 ] [ 21 ] [ 22 ] |
|                                      | Николай Александрович Угланов (1886—1937)                                                                           | 1 января 1926 | 19 декабря 1927 | • Ответственный секретарь Московского губернского комитета ВКП(б) • член Организационного бюро Центрального комитета ВКП(б) • секретарь Центрального комитета ВКП(б) | [ 59 ] [ 60 ] [ 61 ] |
|                                      | Влас Яковлевич Чубарь (1891—1939) укр. Влас Якович Чубар                                                            | 3 ноября 1926 | 19 декабря 1927 | • член Политического бюро Центрального комитета КП(б) Украины • Председатель Совета народных комиссаров Украинской ССР | [ 62 ] [ 63 ] [ 64 ] |

## Политическое бюро ЦК ВКП(б) (1927)
Политическое бюро Центрального комитета ВКП(б), избранное 19 декабря 1927 года Пленумом Центрального комитета ВКП(б), избранного на состоявшемся в Москве со 2 по 19 декабря 1927 года XV съезде ВКП(б).
| Портрет                              | Имя (годы жизни)                                                                                                 | Полномочия      | Полномочия     | Другие должности | Пр.                  |
| Портрет                              | Имя (годы жизни)                                                                                                 | Начало          | Окончание      | Другие должности | Пр.                  |
| ------------------------------------ | --- | --------------- | -------------- | --- | -------------------- |
|                                      | Николай Иванович Бухарин (1888—1938)                                                                             | 19 декабря 1927 | 17 ноября 1929 | • главный редактор газеты «Правда» — до апреля 1929 • член Президиума Исполнительного комитета Коммунистического интернационала — до июля 1929 • секретарь Исполнительного комитета Коммунистического интернационала — до июля 1929 | [ 5 ] [ 6 ] [ 7 ]    |
|                                      | Климент Ефремович Ворошилов (1881—1969)                                                                          | 19 декабря 1927 | 13 июля 1930   | • Народный комиссар по военным и морским делам СССР • Председатель Революционного военного совета СССР | [ 8 ] [ 9 ] [ 10 ]   |
|                                      | Михаил Иванович Калинин (1875—1946)                                                                              | 19 декабря 1927 | 13 июля 1930   | • Председатель Всероссийского центрального исполнительного комитета • Председатель от РСФСР Центрального исполнительного комитета СССР | [ 14 ] [ 15 ] [ 16 ] |
|                                      | Валериан Владимирович Куйбышев (1888—1935)                                                                       | 19 декабря 1927 | 13 июля 1930   | • Председатель Высшего совета народного хозяйства СССР | [ 66 ] [ 67 ] [ 68 ] |
|                                      | Вячеслав Михайлович Молотов (1890—1986) урожд. Вячеслав Михайлович Скрябин                                       | 19 декабря 1927 | 13 июля 1930   | • секретарь Центрального комитета ВКП(б) • член Организационного бюро Центрального комитета ВКП(б) • кандидат в члены Президиума Исполнительного комитета Коммунистического интернационала — до июля 1928 • кандидат в члены Секретариата Исполнительного комитета Коммунистического интернационала — до июля 1928 • член Президиума Исполнительного комитета Коммунистического интернационала — с 3 сентября 1928 • секретарь Исполнительного комитета Коммунистического интернационала — с 3 сентября 1928 • Ответственный секретарь Московского губернского комитета ВКП(б) — с 27 ноября 1928 по 6 апреля 1929 | [ 17 ] [ 18 ] [ 19 ] |
|                                      | Ян Эрнестович Рудзутак (1887—1938) латыш. Jānis Rudzutaks                                                        | 19 декабря 1927 | 13 июля 1930   | • заместитель Председателя Совета народных комиссаров СССР • заместитель Председателя Совета труда и обороны СССР | [ 20 ] [ 21 ] [ 22 ] |
|                                      | Алексей Иванович Рыков (1881—1938)                                                                               | 19 декабря 1927 | 13 июля 1930   | • Председатель Совета народных комиссаров СССР • Председатель Совета народных комиссаров РСФСР — до 18 мая 1929 • член Исполнительного комитета Коммунистического интернационала • Председатель Совета труда и обороны СССР | [ 23 ] [ 24 ] [ 25 ] |
|                                      | Иосиф Виссарионович Сталин (1878—1953) урожд. Иосиф Виссарионович Джугашвили груз. იოსებ ბესარიონის ძე ჯუღაშვილი | 19 декабря 1927 | 13 июля 1930   | • Генеральный секретарь Центрального комитета ВКП(б) • член Организационного бюро Центрального комитета ВКП(б) • член Президиума Исполнительного комитета Коммунистического интернационала | [ 26 ] [ 27 ] [ 28 ] |
|                                      | Михаил Павлович Томский (1880—1936) урожд. Михаил Павлович Ефремов                                               | 19 декабря 1927 | 13 июля 1930   | • член Совета труда и обороны СССР • Председатель Всесоюзного центрального совета профессиональных союзов — до 1 июня 1929 • Председатель Всесоюзного объединения химической промышленности (Всехимпром) ВСНХ СССР — с мая 1929 • член Президиума и заместитель Председателя Высшего совета народного хозяйства СССР — с мая 1929 | [ 29 ] [ 30 ] [ 31 ] |
| кандидаты в члены Политического бюро | |                 |                | |                      |
|                                      | Андрей Андреевич Андреев (1895—1971)                                                                             | 19 декабря 1927 | 13 июля 1930   | • член Организационного бюро Центрального комитета ВКП(б) — до 11 апреля 1928 • 1-й секретарь Северо-Кавказского краевого комитета ВКП(б) — с января 1928 | [ 35 ] [ 36 ] [ 37 ] |
|                                      | Карл Янович Бауман (1892—1937) латыш. Kārlis Baumanis                                                            | 29 апреля 1929  | 13 июля 1930   | • член Организационного бюро Центрального комитета ВКП(б) • Председатель Организационного бюро ЦК ВКП(б) по Центрально-Промышленной (Московской) области — до 14 сентября 1929 • Ответственный секретарь Московского губернского комитета ВКП(б) — до 14 сентября 1929 • секретарь Центрального комитета ВКП(б) • 1-й секретарь Московского областного комитета ВКП(б) — с 18 сентября 1929 до 22 апреля 1930 | [ 69 ] [ 70 ] [ 71 ] |
|                                      | Лазарь Моисеевич Каганович (1893—1991)                                                                           | 19 декабря 1927 | 13 июля 1930   | • Генеральный секретарь Центрального комитета КП(б) Украины — до 14 июля 1928 • член Политического бюро Центрального комитета КП(б) Украины — до 14 июля 1928 • член Организационного бюро Центрального комитета КП(б) Украины — до 14 июля 1928 • член Организационного бюро Центрального комитета ВКП(б) — с 12 июля 1928 • секретарь Центрального комитета ВКП(б) — с 12 июля 1928 • 1-й секретарь Московского областного комитета ВКП(б) — с 22 апреля 1930 | [ 41 ] [ 42 ] [ 43 ] |
|                                      | Сергей Миронович Киров (1886—1934) урожд. Сергей Миронович Костриков                                             | 19 декабря 1927 | 13 июля 1930   | • 1-й секретарь Ленинградского областного комитета ВКП(б) | [ 47 ] [ 48 ] [ 49 ] |
|                                      | Станислав Викентьевич Косиор (1889—1939) пол. Stanisław Kosior                                                   | 19 декабря 1927 | 13 июля 1930   | • секретарь Центрального комитета ВКП(б) — до 12 июля 1928 • член Организационного бюро Центрального комитета ВКП(б) — до 12 июля 1928 • Генеральный секретарь Центрального комитета КП(б) Украины — с 14 июля 1928 • член Политического бюро Центрального комитета КП(б) Украины — с 14 июля 1928 • член Организационного бюро Центрального комитета КП(б) Украины — с 14 июля 1928 | [ 72 ] [ 73 ] [ 74 ] |
|                                      | Анастас Ованесович Микоян (1895—1978) арм. Անաստաս Հովհաննեսի Միկոյան                                            | 19 декабря 1927 | 13 июля 1930   | • Народный комиссар внутренней и внешней торговли СССР | [ 50 ] [ 51 ] [ 52 ] |
|                                      | Григорий Иванович Петровский (1878—1958) укр. Григорій Іванович Петровський                                      | 19 декабря 1927 | 13 июля 1930   | • Председатель Всеукраинского центрального исполнительного комитета • Председатель от Украинской ССР Центрального исполнительного комитета СССР • член Политического бюро Центрального комитета КП(б) Украины • Председатель Всеукраинского центрального комитета незаможных селян | [ 56 ] [ 57 ] [ 58 ] |
|                                      | Сергей Иванович Сырцов (1893—1937)                                                                               | 21 июня 1929    | 13 июля 1930   | • Председатель Совета народных комиссаров РСФСР — с 18 мая 1929 | [ 75 ] [ 76 ] [ 77 ] |
|                                      | Николай Александрович Угланов (1886—1937)                                                                        | 19 декабря 1927 | 29 апреля 1929 | • Ответственный секретарь Московского губернского комитета ВКП(б) — до 27 ноября 1928 • член Организационного бюро Центрального комитета ВКП(б) • секретарь Центрального комитета ВКП(б) • Народный комиссар труда СССР — с 29 ноября 1928 | [ 59 ] [ 60 ] [ 61 ] |
|                                      | Влас Яковлевич Чубарь (1891—1939) укр. Влас Якович Чубар                                                         | 19 декабря 1927 | 13 июля 1930   | • член Политического бюро Центрального комитета КП(б) Украины • Председатель Совета народных комиссаров Украинской ССР | [ 62 ] [ 63 ] [ 64 ] |

## Политическое бюро ЦК ВКП(б) (1930)
Политическое бюро Центрального комитета ВКП(б), избранное 13 июля 1930 года Пленумом Центрального комитета ВКП(б), избранного на состоявшемся в Москве с 26 июня по 13 июля 1930 года XVI съезде ВКП(б).
| Портрет                              | Имя (годы жизни) | Полномочия      | Полномочия      | Другие должности | Пр.                  |
| Портрет                              | Имя (годы жизни) | Начало          | Окончание       | Другие должности | Пр.                  |
| ------------------------------------ | --- | --------------- | --------------- | --- | -------------------- |
|                                      | Андрей Андреевич Андреев (1895—1971)                                                                                | 4 февраля 1932  | 10 февраля 1934 | • Народный комиссар путей сообщения СССР | [ 35 ] [ 36 ] [ 37 ] |
|                                      | Климент Ефремович Ворошилов (1881—1969)                                                                             | 13 июля 1930    | 10 февраля 1934 | • Народный комиссар по военным и морским делам СССР • Председатель Революционного военного совета СССР | [ 8 ] [ 9 ] [ 10 ]   |
|                                      | Лазарь Моисеевич Каганович (1893—1991)                                                                              | 13 июля 1930    | 10 февраля 1934 | • член Организационного бюро Центрального комитета ВКП(б) • секретарь Центрального комитета ВКП(б) • 1-й секретарь Московского областного комитета ВКП(б) • 1-й секретарь Московского городского комитета ВКП(б) — с 25 февраля 1931 по 16 января 1934 • Председатель Центральной комиссии ВКП(б) по проверке партийных рядов — с 28 апреля 1933 | [ 41 ] [ 42 ] [ 43 ] |
|                                      | Михаил Иванович Калинин (1875—1946)                                                                                 | 13 июля 1930    | 10 февраля 1934 | • Председатель Всероссийского центрального исполнительного комитета • Председатель от РСФСР Центрального исполнительного комитета СССР | [ 14 ] [ 15 ] [ 16 ] |
|                                      | Сергей Миронович Киров (1886—1934) урожд. Сергей Миронович Костриков                                                | 13 июля 1930    | 10 февраля 1934 | • 1-й секретарь Ленинградского областного комитета ВКП(б) | [ 47 ] [ 48 ] [ 49 ] |
|                                      | Станислав Викентьевич Косиор (1889—1939) пол. Stanisław Kosior                                                      | 13 июля 1930    | 10 февраля 1934 | • Генеральный секретарь Центрального комитета КП(б) Украины — до 23 января 1934 • член Политического бюро Центрального комитета КП(б) Украины • член Организационного бюро Центрального комитета КП(б) Украины • член Революционного военного совета Украинского военного округа — с 8 октября 1930 • 1-й секретарь Центрального комитета КП(б) Украины — с 23 января 1934 | [ 72 ] [ 73 ] [ 74 ] |
|                                      | Валериан Владимирович Куйбышев (1888—1935)                                                                          | 13 июля 1930    | 10 февраля 1934 | • Председатель Высшего совета народного хозяйства СССР — до 10 ноября 1930 • заместитель Председателя Совета Народных Комиссаров СССР — с 10 ноября 1930 • заместитель Председателя Совета труда и обороны СССР — с 10 ноября 1930 • Председатель Государственной плановой комиссии при Совете труда и обороны СССР — с 10 ноября 1930 по 3 февраля 1931 • Председатель Государственной плановой комиссии при Совете Народных Комиссаров СССР — с 3 февраля 1931 • Председатель Комитета по заготовкам сельскохозяйственных продуктов при Совете труда и обороны СССР — с февраля 1932 по апрель 1933 | [ 66 ] [ 67 ] [ 68 ] |
|                                      | Вячеслав Михайлович Молотов (1890—1986) урожд. Вячеслав Михайлович Скрябин                                          | 13 июля 1930    | 10 февраля 1934 | • секретарь Центрального комитета ВКП(б) — до 21 декабря 1930 • член Организационного бюро Центрального комитета ВКП(б) — до 21 декабря 1930 • член Президиума Исполнительного комитета Коммунистического интернационала • секретарь Исполнительного комитета Коммунистического интернационала • Председатель Совета народных комиссаров СССР — с 19 декабря 1930 • Председатель Совета труда и обороны СССР — с 19 декабря 1930 | [ 17 ] [ 18 ] [ 19 ] |
|                                      | Ян Эрнестович Рудзутак (1887—1938) латыш. Jānis Rudzutaks                                                           | 13 июля 1930    | 4 февраля 1932  | • заместитель Председателя Совета народных комиссаров СССР • заместитель Председателя Совета труда и обороны СССР • Председатель Центральной контрольной комиссии ВКП(б) — с 9 октября 1931 • Народный комиссар рабоче-крестьянской инспекции — с 9 октября 1931 | [ 20 ] [ 21 ] [ 22 ] |
|                                      | Алексей Иванович Рыков (1881—1938)                                                                                  | 13 июля 1930    | 21 декабря 1930 | • Председатель Совета народных комиссаров СССР — до 19 декабря 1930 • член Исполнительного комитета Коммунистического интернационала • Председатель Совета труда и обороны СССР — до 19 декабря 1930 | [ 23 ] [ 24 ] [ 25 ] |
|                                      | Иосиф Виссарионович Сталин (1878—1953) урожд. Иосиф Виссарионович Джугашвили груз. იოსებ ბესარიონის ძე ჯუღაშვილი    | 13 июля 1930    | 10 февраля 1934 | • Генеральный секретарь Центрального комитета ВКП(б) • член Организационного бюро Центрального комитета ВКП(б) • член Президиума Исполнительного комитета Коммунистического интернационала | [ 26 ] [ 27 ] [ 28 ] |
| кандидаты в члены Политического бюро | |                 |                 | |                      |
|                                      | Андрей Андреевич Андреев (1895—1971)                                                                                | 13 июля 1930    | 21 декабря 1930 | • 1-й секретарь Северо-Кавказского краевого комитета ВКП(б) • Председатель Центральной контрольной комиссии ВКП(б) — с 15 декабря 1930 | [ 35 ] [ 36 ] [ 37 ] |
|                                      | Анастас Ованесович Микоян (1895—1978) арм. Անաստաս Հովհաննեսի Միկոյան                                               | 13 июля 1930    | 10 февраля 1934 | • Народный комиссар внутренней и внешней торговли СССР — до 22 ноября 1930 • Народный комиссар снабжения СССР — с 22 ноября 1930 | [ 50 ] [ 51 ] [ 52 ] |
|                                      | Григол Константинович Орджоникидзе (1886—1937) груз. გრიგოლ კონსტანტინეს ძე ორჯონიკიძე изв. как Серго (груз. სერგო) | 21 декабря 1930 | 10 февраля 1934 | • Председатель Высшего совета народного хозяйства — до 5 января 1932 • Народный комиссар тяжёлой промышленности СССР — с 5 января 1932 | [ 53 ] [ 54 ] [ 55 ] |
|                                      | Григорий Иванович Петровский (1878—1958) укр. Григорій Іванович Петровський                                         | 13 июля 1930    | 10 февраля 1934 | • Председатель Всеукраинского центрального исполнительного комитета • Председатель от Украинской ССР Центрального исполнительного комитета СССР • член Политического бюро Центрального комитета КП(б) Украины • Председатель Всеукраинского центрального комитета незаможных селян — до февраля 1933 | [ 56 ] [ 57 ] [ 58 ] |
|                                      | Сергей Иванович Сырцов (1893—1937)                                                                                  | 13 июля 1930    | 1 декабря 1930  | • Председатель Совета народных комиссаров РСФСР — до 3 ноября 1930 | [ 75 ] [ 76 ] [ 77 ] |
|                                      | Влас Яковлевич Чубарь (1891—1939) укр. Влас Якович Чубар                                                            | 13 июля 1930    | 10 февраля 1934 | • член Политического бюро Центрального комитета КП(б) Украины • Председатель Совета народных комиссаров Украинской ССР | [ 62 ] [ 63 ] [ 64 ] |

## Политическое бюро ЦК ВКП(б) (1934)
Политическое бюро Центрального комитета ВКП(б), избранное 10 февраля 1934 года Пленумом Центрального комитета ВКП(б), избранного на состоявшемся в Москве с 26 января по 10 февраля 1934 года XVII съезде ВКП(б).
| Портрет                              | Имя (годы жизни) | Полномочия      | Полномочия      | Другие должности | Пр.                  |
| Портрет                              | Имя (годы жизни) | Начало          | Окончание       | Другие должности | Пр.                  |
| ------------------------------------ | --- | --------------- | --------------- | --- | -------------------- |
|                                      | Андрей Андреевич Андреев (1895—1971)                                                                                | 10 февраля 1934 | 22 марта 1939   | • Народный комиссар путей сообщения СССР — до 28 февраля 1935 • секретарь Центрального комитета ВКП(б) — с 28 февраля 1935 • член Организационного бюро Центрального комитета ВКП(б) — с 10 марта 1935 • Председатель Совета Союза Верховного Совета СССР — с 12 января 1938 | [ 35 ] [ 36 ] [ 37 ] |
|                                      | Климент Ефремович Ворошилов (1881—1969)                                                                             | 10 февраля 1934 | 22 марта 1939   | • Народный комиссар по военным и морским делам СССР — до 20 июня 1934 • Председатель Революционного военного совета СССР — до 20 июня 1934 • Народный комиссар обороны СССР — с 20 июня 1934 • Председатель Военного совета при Народном комиссариате обороны СССР — с 22 ноября 1934 по 14 марта 1938 • член Комитета обороны при Совете народных комиссаров СССР — с апреля 1937 • Председатель Главного военного совета Рабоче-крестьянской Красной Армии — с 14 марта 1938 | [ 8 ] [ 9 ] [ 10 ]   |
|                                      | Лазарь Моисеевич Каганович (1893—1991)                                                                              | 10 февраля 1934 | 22 марта 1939   | • член Организационного бюро Центрального комитета ВКП(б) • секретарь Центрального комитета ВКП(б) • 1-й секретарь Московского областного комитета ВКП(б) — до 7 марта 1935 • Председатель Комиссии партийного контроля ВКП(б) — до 28 февраля 1935 • Народный комиссар путей сообщения СССР — с 28 февраля 1935 по 22 августа 1937 и с 5 апреля 1938 • Народный комиссар тяжёлой промышленности СССР — с 22 августа 1937 по 24 января 1939 • заместитель Председателя Совета народных комиссаров СССР — с 17 июня 1938 • Народный комиссар топливной промышленности СССР — с 24 января 1939                                     | [ 41 ] [ 42 ] [ 43 ] |
|                                      | Михаил Иванович Калинин (1875—1946)                                                                                 | 10 февраля 1934 | 22 марта 1939   | • Председатель Всероссийского центрального исполнительного комитета — до 15 июля 1938 • Председатель от РСФСР Центрального исполнительного комитета СССР — до 12 января 1938 • Председатель Президиума Верховного Совета СССР с 17 января 1938 | [ 14 ] [ 15 ] [ 16 ] |
|                                      | Сергей Миронович Киров (1886—1934) урожд. Сергей Миронович Костриков                                                | 10 февраля 1934 | 1 декабря 1934  | • 1-й секретарь Ленинградского областного комитета ВКП(б) • секретарь Центрального комитета ВКП(б) • член Организационного бюро Центрального комитета ВКП(б) | [ 47 ] [ 48 ] [ 49 ] |
|                                      | Станислав Викентьевич Косиор (1889—1939) пол. Stanisław Kosior                                                      | 10 февраля 1934 | 3 мая 1938      | • член Политического бюро Центрального комитета КП(б) Украины — до 27 января 1938 • член Организационного бюро Центрального комитета КП(б) Украины — до 27 января 1938 • 1-й секретарь Центрального комитета КП(б) Украины — до 27 января 1938 • член Революционного военного совета Украинского военного округа — до 17 мая 1935 • член Комиссии советского контроля при Совете народных комиссаров СССР — с 11 февраля 1934 по 19 января 1938 • Председатель Комиссии советского контроля при Совете народных комиссаров СССР — с 19 января 1938 • заместитель Председателя Совете народных комиссаров СССР — с 19 января 1938 | [ 72 ] [ 73 ] [ 74 ] |
|                                      | Валериан Владимирович Куйбышев (1888—1935)                                                                          | 10 февраля 1934 | 25 января 1935  | • заместитель Председателя Совете народных комиссаров СССР — до 14 мая 1934 • заместитель Председателя Совета труда и обороны СССР — до 14 мая 1934 • Председатель Государственной плановой комиссии при Совете Народных Комиссаров СССР — до 5 апреля 1934 • член Организационного бюро Центрального комитета ВКП(б) • Председатель Комиссии советского контроля при Совете Народных Комиссаров СССР — с 11 февраля 1934 • 1-й заместитель Председателя Совете народных комиссаров СССР — с 14 мая 1934 • 1-й заместитель Председателя Совета труда и обороны СССР — с 14 мая 1934                                              | [ 66 ] [ 67 ] [ 68 ] |
|                                      | Анастас Ованесович Микоян (1895—1978) арм. Անաստաս Հովհաննեսի Միկոյան                                               | 1 февраля 1935  | 22 марта 1939   | • Народный комиссар пищевой промышленности СССР — до 19 января 1938 • заместитель Председателя Совета народных комиссаров СССР — с 22 июля 1937 • 1-й заместитель Председателя Экономического совета при Совете народных комиссаров СССР — с 23 ноября 1937 • Народный комиссар внешней торговли СССР — с 29 ноября 1938 | [ 50 ] [ 51 ] [ 52 ] |
|                                      | Вячеслав Михайлович Молотов (1890—1986) урожд. Вячеслав Михайлович Скрябин                                          | 10 февраля 1934 | 22 марта 1939   | • Председатель Совета народных комиссаров СССР • Председатель Совета труда и обороны СССР — до 28 апреля 1937 • член Президиума Исполнительного комитета Коммунистического интернационала • секретарь Исполнительного комитета Коммунистического интернационала | [ 17 ] [ 18 ] [ 19 ] |
|                                      | Григол Константинович Орджоникидзе (1886—1937) груз. გრიგოლ კონსტანტინეს ძე ორჯონიკიძე изв. как Серго (груз. სერგო) | 10 февраля 1934 | 18 февраля 1937 | • Народный комиссар тяжёлой промышленности СССР | [ 53 ] [ 54 ] [ 55 ] |
|                                      | Иосиф Виссарионович Сталин (1878—1953) урожд. Иосиф Виссарионович Джугашвили груз. იოსებ ბესარიონის ძე ჯუღაშვილი    | 10 февраля 1934 | 22 марта 1939   | • секретарь Центрального комитета ВКП(б) • член Организационного бюро Центрального комитета ВКП(б) • член Президиума Исполнительного комитета Коммунистического интернационала | [ 26 ] [ 27 ] [ 28 ] |
|                                      | Влас Яковлевич Чубарь (1891—1939) укр. Влас Якович Чубар                                                            | 1 февраля 1935  | 16 июня 1938    | • заместитель Председателя Совета народных комиссаров СССР — до 4 июля 1938 • заместитель Председателя Совета труда и обороны СССР — до 27 апреля 1937 • Народный комиссар финансов СССР — с 16 августа 1937 по 19 января 1938 | [ 62 ] [ 63 ] [ 64 ] |
| кандидаты в члены Политического бюро | |                 |                 | |                      |
|                                      | Николай Иванович Ежов (1895—1940)                                                                                   | 12 октября 1937 | 22 марта 1939   | • секретарь Центрального комитета ВКП(б) • член Организационного бюро Центрального комитета ВКП(б) • Председатель Комиссии партийного контроля ВКП(б) • член Президиума Исполнительного комитета Коммунистического интернационала • Народный комиссар внутренних дел СССР — до 8 декабря 1938 • кандидат в члены Комитета обороны при Совете народных комиссаров СССР — с 27 апреля 1937 • Народный комиссар водного транспорта СССР — с 8 апреля 1938 | [ 80 ] [ 81 ] [ 82 ] |
|                                      | Андрей Александрович Жданов (1896—1948)                                                                             | 1 февраля 1935  | 22 марта 1939   | 1-й секретарь Ленинградского областного комитета ВКП(б) • секретарь Центрального комитета ВКП(б) • член Организационного бюро Центрального комитета ВКП(б) • член Главного военного совета Военно-морского флота СССР — с 8 апреля 1938 • член Военного совета Ленинградского военного округа — с мая 1935 • член Исполнительного комитета Коммунистического интернационала — с августа 1935 • Председатель Верховного Совета РСФСР — с 15 июля 1938 | [ 83 ] [ 84 ] [ 85 ] |
|                                      | Анастас Ованесович Микоян (1895—1978) арм. Անաստաս Հովհաննեսի Միկոյան                                               | 10 февраля 1934 | 1 февраля 1935  | • Народный комиссар снабжения СССР — до 29 июля 1934 • Народный комиссар пищевой промышленности СССР — с 29 июля 1934 | [ 50 ] [ 51 ] [ 52 ] |
|                                      | Григорий Иванович Петровский (1878—1958) укр. Григорій Іванович Петровський                                         | 10 февраля 1934 | 22 марта 1939   | • Председатель Всеукраинского центрального исполнительного комитета — до 25 июля 1938 • Председатель от Украинской ССР Центрального исполнительного комитета СССР — до 12 января 1938 • член Политического бюро Центрального комитета КП(б) Украины — до 13 июня 1938 • заместитель Председателя Президиума Верховного Совета СССР — с 17 января 1938 | [ 56 ] [ 57 ] [ 58 ] |
|                                      | Павел Петрович Постышев (1887—1939)                                                                                 | 10 февраля 1934 | 14 января 1938  | • 1-й секретарь Харьковского областного комитета КП(б) Украины — до 5 июня 1934 • член Политического бюро Центрального комитета КП(б) Украины — до 17 марта 1937 • 2-й секретарь Центрального комитета КП(б) Украины — до 17 марта 1937 • член Организационного бюро Центрального комитета КП(б) Украины — до 17 марта 1937 • 1-й секретарь Киевского областного комитета КП(б) Украины — с 10 июня 1934 по 16 января 1937 • 1-й секретарь Куйбышевского областного комитета ВКП(б) — с 18 марта 1937 по 31 января 1938 (и. о. до 7 июня 1937)                                                                                   | [ 86 ] [ 87 ] [ 88 ] |
|                                      | Ян Эрнестович Рудзутак (1887—1938) латыш. Jānis Rudzutaks                                                           | 10 февраля 1934 | 26 мая 1937     | • заместитель Председателя Совета народных комиссаров СССР — до 25 мая 1937 • заместитель Председателя Совета труда и обороны СССР — до 28 апреля 1937 | [ 20 ] [ 21 ] [ 22 ] |
|                                      | Никита Сергеевич Хрущёв (1894—1971)                                                                                 | 14 января 1938  | 22 марта 1939   | 1-й секретарь Московского областного комитета ВКП(б) — до 10 февраля 1938 • 1-й секретарь Центрального комитета КП(б) Украины — с 27 января 1938 (и. о. до 18 июня 1938) • член Политического бюро Центрального комитета КП(б) Украины — с 27 января 1938 • член Организационного бюро Центрального комитета КП(б) Украины — с 18 июня 1938 • 1-й секретарь Киевского областного и городского комитета КП(б) Украины — с 17 апреля 1938 (и. о. до 31 мая 1938) | [ 89 ] [ 90 ] [ 91 ] |
|                                      | Влас Яковлевич Чубарь (1891—1939) укр. Влас Якович Чубар                                                            | 10 февраля 1934 | 1 февраля 1935  | • член Политического бюро Центрального комитета КП(б) Украины — до 14 июня 1934 • Председатель Совета народных комиссаров Украинской ССР — до 28 апреля 1934 • заместитель Председателя Совета народных комиссаров СССР — с 24 апреля 1934 • заместитель Председателя Совета труда и обороны СССР — с 24 апреля 1934 | [ 62 ] [ 63 ] [ 64 ] |
|                                      | Роберт Индрикович Эйхе (1890—1940) латыш. Kārlis Roberts Eihe                                                       | 1 февраля 1935  | 29 апреля 1938  | 1-й секретарь Западно-Сибирского краевого комитета ВКП(б) — до 17 сентября 1937 1-й секретарь Новосибирского областного комитета ВКП(б) — с 17 сентября по 10 ноября 1937 • Народный комиссар земледелия СССР — с 29 октября 1937 | [ 92 ] [ 93 ] [ 94 ] |

## Политическое бюро ЦК ВКП(б) (1939)
Политическое бюро Центрального комитета ВКП(б), избранное 22 марта 1939 года Пленумом Центрального комитета ВКП(б), избранного на состоявшемся в Москве с 10 по 21 марта 1939 года XVIII съезде ВКП(б).
| Портрет                              | Имя (годы жизни)                                                                                                 | Полномочия      | Полномочия      | Другие должности | Пр.                     |
| Портрет                              | Имя (годы жизни)                                                                                                 | Начало          | Окончание       | Другие должности | Пр.                     |
| ------------------------------------ | --- | --------------- | --------------- | --- | ----------------------- |
|                                      | Андрей Андреевич Андреев (1895—1971)                                                                             | 22 марта 1939   | 16 октября 1952 | • секретарь Центрального комитета ВКП(б) — до 18 марта 1946 • член Организационного бюро Центрального комитета ВКП(б) — до 18 марта 1946 • Председатель Совета Союза Верховного Совета СССР — до 12 марта 1946 • Председатель Комиссии партийного контроля при ЦК ВКП(б) — до 5 октября 1952 • член Экономического совета при Совете народных комиссаров СССР — с 26 июня 1939 по 21 марта 1941 • член Бюро Совета народных комиссаров СССР — с 21 марта 1941 по 6 сентября 1945 • 1-й заместитель Народного комиссара путей сообщения СССР — с 27 января по 14 февраля 1942 • заместитель Председателя Комитета по разгрузке железных дорог при Государственном комитете обороны — с 14 февраля по 14 сентября 1942 • заместитель председателя Транспортного комитета при Государственном комитете обороны — с 14 сентября 1942 по 19 мая 1944 • член Комитета при Совете Народных Комиссаров СССР по восстановлению народного хозяйства в районах, освобождённых от немецко-фашистской оккупации — с 21 августа 1943 по 1944 • Народный комиссар земледелия СССР — с 11 декабря 1943 по 15 марта 1946 • заместитель Председателя Совета министров СССР — с 19 марта 1946 • Председатель Совета по делам колхозов при Совете министров СССР — с 19 сентября 1946 | [ 35 ] [ 36 ] [ 37 ]    |
|                                      | Лаврентий Павлович Берия (1899—1953) груз. ლავრენტი პავლეს ძე ბერია                                              | 18 марта 1946   | 16 октября 1952 | • Председатель Специального комитета при Совете министров СССР • заместитель Председателя Совета министров СССР — с 19 марта 1946 • Председатель Бюро Совета министров СССР — с 20 марта 1946 по 8 февраля 1947 | [ 96 ] [ 97 ] [ 98 ]    |
|                                      | Николай Александрович Булганин (1895—1975)                                                                       | 18 февраля 1948 | 16 октября 1952 | • член Организационного бюро Центрального комитета ВКП(б) • Министр Вооружённых сил СССР — до 24 марта 1949 • заместитель Председателя Совета министров СССР — до 7 апреля 1950 • 1-й заместитель Председателя Совета министров СССР — с 7 апреля 1950 | [ 99 ] [ 100 ] [ 101 ]  |
|                                      | Николай Алексеевич Вознесенский (1903—1950)                                                                      | 26 февраля 1947 | 7 марта 1949    | • заместитель Председателя Совета министров СССР • Председатель Государственной плановой комиссии при Совете министров СССР — до 9 января 1948 • член Специального комитета при Совете министров СССР • Председатель Государственного планового комитета при Совете министров СССР — с 9 января 1948 | [ 102 ] [ 103 ] [ 104 ] |
|                                      | Климент Ефремович Ворошилов (1881—1969)                                                                          | 22 марта 1939   | 16 октября 1952 | • Народный комиссар обороны СССР — до 7 мая 1940 • член Комитета обороны при Совете народных комиссаров СССР — до 7 мая 1940 • Председатель Главного военного совета Рабоче-крестьянской Красной Армии — до 8 мая 1940 • Главнокомандующий войсками против Финляндии — с 30 ноября 1939 по 12 марта 1940 • член Ставки Главного командования — с 9 декабря 1939 по 1940 • Председатель Комитета обороны при Совете народных комиссаров СССР — с 7 мая 1940 по 30 мая 1941 • заместитель Народного комиссара обороны СССР — с 7 мая 1940 по ноябрь 1944 • заместитель Председателя Совета народных комиссаров СССР — с 7 мая 1940 по 15 марта 1946 • Председатель Государственного комитета обороны — с 7 мая 1940 по 30 июня 1941 • член Ставки Главного командования — с 23 июня по 10 июля 1941 • член Государственного комитета обороны — с 30 июня 1941 по 21 ноября 1944 • член Ставки Верховного командования — с 10 июля по 8 августа 1941 • Главнокомандующий войсками Северо-Западного направления — с 10 июля по 31 августа 1941 • член Ставки Верховного главнокомандования — с 8 августа 1941 по 17 февраля 1945 • командующий Ленинградским фронтом — с 5 по 13 сентября 1941 • Главнокомандующий партизанским движением — с 6 сентября по 19 ноября 1942 • председатель Трофейного комитета при Государственном комитете обороны — с 5 апреля по сентябрь 1943 • председатель Комиссии по вопросам перемирия — с сентября 1943 по июнь 1944 • член Оперативного бюро Государственного комитета обороны — с 15 мая по 21 ноября 1944 • Председатель Союзной контрольной комиссии в Венгрии — с 20 января 1945 по 15 сентября 1947 • заместитель Председателя Совета министров СССР — с 15 марта 1946 | [ 8 ] [ 9 ] [ 10 ]      |
|                                      | Андрей Александрович Жданов (1896—1948)                                                                          | 22 марта 1939   | 31 августа 1948 | 1-й секретарь Ленинградского областного комитета ВКП(б) — до 17 января 1945 • секретарь Центрального комитета ВКП(б) • член Организационного бюро Центрального комитета ВКП(б) • член Главного военного совета Военно-морского флота СССР — до 23 июня 1941 • член Военного совета Ленинградского военного округа — до 5 сентября 1941 • член Исполнительного комитета Коммунистического интернационала — до 15 мая 1943 • Председатель Верховного Совета РСФСР — до 20 июня 1947 • член Экономического совета при Совете народных комиссаров СССР — с 26 июня 1939 по 21 марта 1941 • член Военного совета Северо-Западного фронта — с 7 января по 12 марта 1940 • Уполномоченный Центрального комитета ВКП(б) по Эстонии — с июня по август 1940 • член Главного военного совета Красной армии — с 24 июля 1940 по 23 июня 1941 • член Комитета обороны при Совете народных комиссаров СССР — с 31 августа 1940 по 30 мая 1941 • член Бюро Совета народных комиссаров СССР — с 30 мая 1941 по 6 сентября 1945 • член Военного совета Северного флота ВМФ СССР — с 29 июня по 23 августа 1941 • постоянный советник при Ставке Главного командования — с 23 июня по 10 июля 1941 • член Военного совета Главного командования Северо-Западного направления — с 10 июля по 27 августа 1941 • член Военного совета Ленинградского фронта — с 5 сентября 1941 по 24 июля 1945 • Председатель Союзной контрольной комиссии в Финляндии — с 25 сентября 1944 по 26 сентября 1947 • Председатель Совета Союза Верховного Совета СССР — с 12 марта 1946 по 25 февраля 1947 | [ 83 ] [ 84 ] [ 85 ]    |
|                                      | Лазарь Моисеевич Каганович (1893—1991)                                                                           | 22 марта 1939   | 16 октября 1952 | • член Организационного бюро Центрального комитета ВКП(б) — до 18 марта 1946 • Народный комиссар путей сообщения СССР — до 25 марта 1942 и с 26 февраля 1943 по 20 декабря 1944 • заместитель Председателя Совета народных комиссаров СССР — до 15 мая 1944 и с 20 декабря 1944 до 15 марта 1946 • Народный комиссар топливной промышленности СССР — до 12 октября 1939 • член Комитета обороны при Совете народных комиссаров СССР — с 10 сентября 1939 по 9 апреля 1940 • Народный комиссар нефтяной промышленности СССР — с 12 октября 1939 по 3 июля 1940 • член Экономического совета при Совете народных комиссаров СССР — с 3 февраля по 21 марта 1941 • Председатель Совета при эвакуации при Совете народных комиссаров СССР — с 24 июня по 3 июля 1941 • член Государственного комитета обороны — с 20 февраля 1942 по 4 сентября 1945 • член Военного совета Северо-Кавказского фронта — с июля по августа 1942 • член Военного совета Закавказского фронта — с ноября 1942 по февраль 1943 • заместитель Председателя Совета министров СССР — с 19 марта 1946 по 6 марта 1947 и с 18 декабря 1947 • Министр промышленности строительных материалов СССР — с 19 марта 1946 по 6 марта 1947 • 1-й секретарь Центрального комитета КП(б) Украины — с 3 марта по 26 декабря 1947 • член Политического бюро Центрального комитета КП(б) Украины — с 3 марта по 26 декабря 1947 • член Организационного бюро Центрального комитета КП(б) Украины — с 3 марта по 26 декабря 1947 • председатель Государственного комитета Совета министров СССР по материально-техническому снабжению народного хозяйства — с 9 января 1948                                                                                  | [ 41 ] [ 42 ] [ 43 ]    |
|                                      | Михаил Иванович Калинин (1875—1946)                                                                              | 22 марта 1939   | 3 июня 1946     | • Председатель Президиума Верховного Совета СССР до 19 марта 1946 | [ 14 ] [ 15 ] [ 16 ]    |
|                                      | Алексей Николаевич Косыгин (1904—1980)                                                                           | 4 сентября 1948 | 16 октября 1952 | • член Бюро Совета министров СССР • Министр финансов СССР — по 28 декабря 1948 • Министр лёгкой промышленности СССР — с 28 декабря 1948 | [ 105 ] [ 106 ] [ 107 ] |
|                                      | Георгий Максимилианович Маленков (1901—1988)                                                                     | 18 марта 1946   | 16 октября 1952 | • секретарь Центрального комитета ВКП(б) — до 6 мая 1946 и с 1 июля 1948 • член Организационного бюро Центрального комитета ВКП(б) • член Специального комитета при Совете министров СССР • Председатель Специальный комитет по реактивной технике при Совете министров СССР — с 13 мая 1946 по 10 мая 1947 • заместитель Председателя Совета министров СССР — со 2 августа 1946 | [ 108 ] [ 109 ] [ 110 ] |
|                                      | Анастас Ованесович Микоян (1895—1978) арм. Անաստաս Հովհաննեսի Միկոյան                                            | 22 марта 1939   | 16 октября 1952 | • заместитель Председателя Совета народных комиссаров СССР — до 15 марта 1946 • Народный комиссар внешней торговли СССР — до 15 марта 1946 • 1-й заместитель Председателя Экономического совета при Совете народных комиссаров СССР — до 10 сентября 1939 • Председатель Экономического совета при Совете народных комиссаров СССР — с 10 сентября 1939 по 21 марта 1941 • член Комитета обороны при Совете народных комиссаров СССР — с 10 сентября 1939 по 30 июня 1941 • заместитель председателя Совета по эвакуации при Совете народных комиссаров СССР — с 26 июня по 16 июля 1941 • член Совета по эвакуации при Совете народных комиссаров СССР — с 16 июля по 25 декабря 1941 • Председатель Комитета по разгрузке транзитных грузов — с 25 декабря 1941 по 1942 • член Государственного комитета обороны — с 3 февраля 1942 по 4 сентября 1945 • член Транспортного комитета при Государственном комитете обороны — с 14 февраля 1942 по 18 мая 1944 • член Комитета при Совете Народных Комиссаров СССР по восстановлению народного хозяйства в районах, освобождённых от немецко-фашистской оккупации — с 21 августа 1943 по 1946 • заместитель Председателя Совета министров СССР — с 19 марта 1946 • Министр внешней торговли СССР — с 19 марта 1946 по 4 марта 1949 | [ 50 ] [ 51 ] [ 52 ]    |
|                                      | Вячеслав Михайлович Молотов (1890—1986) урожд. Вячеслав Михайлович Скрябин                                       | 22 марта 1939   | 16 октября 1952 | • Председатель Совета народных комиссаров СССР — до 6 мая 1941 • член Президиума Исполнительного комитета Коммунистического интернационала — до 15 мая 1943 • секретарь Исполнительного комитета Коммунистического интернационала — до 15 мая 1943 • Председатель Бюро Совета народных комиссаров СССР — с 21 марта по 6 мая 1939, с 15 мая 1944 по 6 сентября 1945 • член Бюро Совета народных комиссаров СССР — с 21 марта 1939 по 6 сентября 1945 • Народный комиссар иностранных дел СССР — с 3 мая 1939 по 15 марта 1946 • заместитель Председателя Совета народных комиссаров СССР — с 6 мая 1941 по 16 августа 1942 • член Ставки Главного командования — с 23 июня по 10 июля 1941 • заместитель Председателя Государственного комитета обороны — с 30 июня 1941 по 4 сентября 1945 • член Ставки Верховного командования — с 10 июля по 8 августа 1941 • член Ставки Верховного главнокомандования — с 8 августа 1941 по 3 августа 1945 • 1-й заместитель Председателя Совета народных комиссаров СССР — с 16 августа 1942 по 15 марта 1946 • Министр иностранных дел СССР — с 19 марта 1946 по 4 марта 1949 • 1-й заместитель Председателя Совета министров СССР — с 19 марта 1946 • Председатель Комитета информации при Совете Министров СССР — с 20 мая 1947 по 4 марта 1949 | [ 17 ] [ 18 ] [ 19 ]    |
|                                      | Иосиф Виссарионович Сталин (1878—1953) урожд. Иосиф Виссарионович Джугашвили груз. იოსებ ბესარიონის ძე ჯუღაშვილი | 22 марта 1939   | 16 октября 1952 | • секретарь Центрального комитета ВКП(б) • член Организационного бюро Центрального комитета ВКП(б) • член Президиума Исполнительного комитета Коммунистического интернационала — до 15 мая 1943 • член Комитета обороны при Совете народных комиссаров СССР — с 10 сентября 1939 по 30 мая 1941 • член Ставки Главного командования — с 9 декабря 1939 по 1940 • Председатель Совета народных комиссаров СССР — с 6 мая 1941 по 15 марта 1946 • член Ставки Главного командования — с 23 июня по 10 июля 1941 • Председатель Государственного комитета обороны — с 30 июня 1941 по 4 сентября 1945 • Председатель Ставки Верховного командования — с 10 июля по 8 августа 1941 • Народный комиссар обороны СССР — с 19 июля 1941 по 25 февраля 1946 • Председатель Ставки Верховного главнокомандования — с 8 августа 1941 по 3 августа 1945 • Народный комиссар Вооружённых сил СССР — с 25 февраля по 15 марта 1946 • Председатель Совета министров СССР — с 15 марта 1946 • Министр Вооружённых сил СССР — с 15 марта 1946 по 3 марта 1947 | [ 26 ] [ 27 ] [ 28 ]    |
|                                      | Никита Сергеевич Хрущёв (1894—1971)                                                                              | 22 марта 1939   | 16 октября 1952 | • 1-й секретарь Центрального комитета КП(б) Украины — до 3 марта 1947 и с 26 декабря 1947 по 16 декабря 1949 • член Политического бюро Центрального комитета КП(б) Украины — до 16 декабря 1949 • член Организационного бюро Центрального комитета КП(б) Украины — до 16 декабря 1949 • 1-й секретарь Киевского областного и городского комитета КП(б) Украины — до 27 марта 1947 • член Военного совета Главного командования Юго-Западного направления — с 5 августа по 1 октября 1941 и с 24 декабря 1941 по июнь 1942 • член Военного совета Юго-Западного фронта — с 26 сентября 1941 по 12 июля 1942 • член Военного совета Сталинградского фронта — с 12 июля по 5 августа 1942 и с 28 сентября по 31 декабря 1942 • член Военного совета Юго-Восточного фронта — с 23 августа по 28 сентября 1942 • член Военного совета Южного фронта — с 1 января по февраль 1943 • член Военного совета Воронежского фронта — с марта по 20 октября 1943 • член Военного совета 1-го Украинского фронта — с 20 октября 1943 по август 1944 • Председатель Совета народных комиссаров УССР — с 5 февраля 1944 по 15 марта 1946 • Председатель Совета министров Украинской ССР — с 15 марта 1946 по 26 декабря 1947 • секретарь Центрального комитета ВКП(б) — с 16 декабря 1949 • 1-й секретарь Московского областного комитета ВКП(б) — с 16 декабря 1949 • 1-й секретарь Московского городского комитета ВКП(б) — с 16 декабря 1949 по 25 января 1950 | [ 89 ] [ 90 ] [ 91 ]    |
| кандидаты в члены Политического бюро | |                 |                 | |                         |
|                                      | Лаврентий Павлович Берия (1899—1953) груз. ლავრენტი პავლეს ძე ბერია                                              | 22 марта 1939   | 18 марта 1946   | • Народный комиссар внутренних дел СССР — до 29 декабря 1945 • член Комитета обороны при Совете народных комиссаров СССР — с 10 сентября 1939 по 9 апреля 1941 • заместитель Председателя Совета народных комиссаров СССР — с 3 февраля 1941 по 15 марта 1946 • член Экономического совета при Совете народных комиссаров СССР — с 3 февраля по 21 марта 1941 • член Бюро Совета народных комиссаров СССР — с 21 марта 1941 по 15 мая 1944 • член Государственного комитета обороны — с 30 июня 1941 по 16 мая 1944 • член Комитета при Совете Народных Комиссаров СССР по восстановлению народного хозяйства в районах, освобождённых от немецко-фашистской оккупации — с 21 августа 1943 по 1946 • заместитель Председателя Государственного комитета обороны — с 16 мая 1944 по 4 сентября 1945 • Председатель Специального комитета при Государственном комитете обороны — с 20 августа по 4 сентября 1945 • Председатель Специального комитета при Совета народных комиссаров СССР — с 4 сентября 1945 | [ 96 ] [ 97 ] [ 98 ]    |
|                                      | Николай Александрович Булганин (1895—1975)                                                                       | 18 марта 1946   | 18 февраля 1948 | • заместитель Министра Вооружённых сил СССР — до 3 марта 1947 • член Организационного бюро Центрального комитета ВКП(б) • Министр Вооружённых сил СССР — с 3 марта 1947 • заместитель Председателя Совета министров СССР — с 5 марта 1947 | [ 99 ] [ 100 ] [ 101 ]  |
|                                      | Николай Алексеевич Вознесенский (1903—1950)                                                                      | 21 февраля 1941 | 26 февраля 1947 | • Председатель Государственной плановой комиссии при Совете народных комиссаров СССР — до 10 марта 1941 и с 8 декабря 1942 по 15 марта 1946 • заместитель Председателя Совета народных комиссаров СССР — до 10 марта 1941 • заместитель Председателя Комитета обороны при Совете народных комиссаров СССР — до 9 апреля 1941 • член Комитета обороны при Совете народных комиссаров СССР — с 9 апреля по 30 мая 1941 • член Экономического совета при Совете народных комиссаров СССР — до 21 марта 1941 • 1-й заместитель Председателя Совета народных комиссаров СССР — с 10 марта 1941 по 15 марта 1946 • член Комитета по разгрузке транзитных грузов — с 25 декабря 1941 по 1942 • член Государственного комитета обороны — с 3 февраля 1942 по 4 сентября 1945 • член Комитета при Совете Народных Комиссаров СССР по восстановлению народного хозяйства в районах, освобождённых от немецко-фашистской оккупации — с 21 августа 1943 по 1946 • заместитель Председателя Бюро Совета народных комиссаров СССР — с 14 декабря 1944 по 6 сентября 1945 • член Специального комитета при Государственном комитете обороны — с 20 августа по 4 сентября 1945 • член Специального комитета при Совета народных комиссаров СССР — с 4 сентября 1945 по 15 марта 1946 • заместитель Председателя Совета министров СССР — с 19 марта 1946 • Председатель Государственной плановой комиссии при Совете министров СССР — с 19 марта 1946 • член Специального комитета при Совете министров СССР — с 19 марта 1946 | [ 102 ] [ 103 ] [ 104 ] |
|                                      | Алексей Николаевич Косыгин (1904—1980)                                                                           | 18 марта 1946   | 4 сентября 1948 | • заместитель Председателя Бюро Совета министров СССР — с 20 марта 1946 по 8 февраля 1947 • член Бюро Совета министров СССР — с 8 февраля 1947 • Министр финансов СССР — с 16 февраля 1948 | [ 105 ] [ 106 ] [ 107 ] |
|                                      | Георгий Максимилианович Маленков (1901—1988)                                                                     | 22 февраля 1941 | 18 марта 1946   | • секретарь Центрального комитета ВКП(б) • член Организационного бюро Центрального комитета ВКП(б) • член Экономического совета при Совете народных комиссаров СССР — по 21 марта 1941 • член Бюро Совета народных комиссаров СССР — с 30 мая 1941 по 15 мая 1944 • член Государственного комитета обороны — с 30 июня 1941 по 4 сентября 1945 • заместитель Председателя Совета народных комиссаров СССР — с 15 мая 1944 по 15 марта 1946 • член Специального комитета при Совете народных комиссаров СССР — с 20 августа 1945 по 15 марта 1946 | [ 108 ] [ 109 ] [ 110 ] |
|                                      | Николай Михайлович Шверник (1888—1970)                                                                           | 22 марта 1939   | 16 октября 1952 | • член Организационного бюро Центрального комитета ВКП(б) — до 18 марта 1946 • 1-й секретарь Всесоюзного центрального совета профессиональных союзов — до 15 апреля 1944 • Председатель Совета Национальностей Верховного Совета СССР — до 12 марта 1946 • член Экономического совета при Совете народных комиссаров СССР — с 28 марта 1940 по 21 марта 1941 • член Бюро Совета народных комиссаров СССР — с 21 марта 1941 по 6 сентября 1945 • заместитель Председателя Совета по эвакуации при Совете народных комиссаров СССР — с 24 июня по 3 июля 1941 • Председатель Совета по эвакуации при Совете народных комиссаров СССР — с 3 июля по 25 декабря 1941 • Председатель Чрезвычайной государственной комиссии по установлению и расследованию злодеяний немецко-фашистских захватчиков и их сообщников и причинённого ими ущерба гражданам, колхозам, общественным организациям, государственным предприятиям и учреждениям СССР — со 2 ноября 1942 по 9 июня 1951 • 1-й заместитель Председателя Президиума Верховного Совета СССР — с 1 февраля 1944 по 12 марта 1946 • Председатель Президиума Верховного Совета РСФСР — с 4 марта 1944 по 25 июня 1946 • Председатель Президиума Верховного Совета СССР — с 16 марта 1946 | [ 111 ] [ 112 ] [ 113 ] |
|                                      | Александр Сергеевич Щербаков (1901—1945)                                                                         | 21 февраля 1941 | 20 мая 1945     | • 1-й секретарь Московского областного комитета ВКП(б) • член Организационного бюро Центрального комитета ВКП(б) • секретарь Центрального комитета ВКП(б) — с 5 мая 1941 • Начальник Советского информационного бюро — с 24 июня 1941 • Начальник Главного политического управления Рабоче-крестьянской Красной армии — с 4 июня 1942 • заместитель Народного комиссара обороны СССР — с 4 июня 1942 | [ 114 ] [ 115 ] [ 116 ] |